# Инишмор
Инишмо́р (ирл. Árainn (Mhór) / Inis Mór, ˈɑːrənʲ woːr/[ˈɪnɪɕ woːr ˈɑːrənʲ], англ. Inishmore) — наибольший из островов Аран, расположенный в заливе Голуэй. Его название так и переводится — «большой остров». Остров вытянут на северо-восток и имеет длину примерно 11,3 км, население — 845 чел. (2011). На острове Инишмор находятся шесть населённых пунктов — Килронан (259 человек, крупнейший населённый пункт острова), Киллини, Огил, Оутквортер, Килмёрви и Бул Габиа.
На Инишморе расположены защитные сооружения бронзового века Дун-Энгус в форме концентрических кругов (включённый в качестве кандидата в список Всемирного наследия ЮНЕСКО в Ирландии).
Существует пьеса Мартина МакДонаха «Лейтенант с острова Инишмор».

## История
По традиции, христианство на Аранских островах распространил святой Энда, основавший тут монастырь Киллени, один из первых в Ирландии. Энда умер на Инишморе около 530 года и был похоронен на острове. С тех пор Аранские острова постоянно были одним из центров церковной деятельности в Ирландии, и на Инишморе сохранилось большое количество археологических памятников, связанных с этой деятельностью, как крупных (монастырские комплексы), так и более мелких (отдельные церкви или кресты). По той же традиции, острова посещали многие ирландские святые, в том числе святой Брендан, святой Финниан и святой Колумба.
В 1334 году острова были разграблены Джоном д’Арси. До 1651 года Инишмор, как и все Аранские острова, находился попеременно под властью кланов О’Брайен, О’Флэхерти, Линч, а также английского короля. Во время английской революции Инишмор был опустошён войсками Кромвеля. Кромвель передал Аранские острова Эразму Смиту, а последний продал их графам Арран, ветви семьи Ормонд.

## Транспорт
В Киллини имеется аэродром Инишмор, единственный на острове. Килронан связан паромным сообщением с островами Ирландия (Голуэй) и Инишман.